# Basement
Basement es una banda británica de rock originaria de Ipswich, Inglaterra, formada en 2009. Está integrada por Andrew Fisher (voz), Alex Henery (guitarra rítmica, coros), Ronan Crix (guitarra solista), Duncan Stewart (bajo) y James Fisher (batería).

## Historia

### Los primeros años, I Wish I Could Stay Here, Colourmeinkindness y pausa (2009-12)
Basement se formó en septiembre de 2009 en Ipswich, Inglaterra, tras la desintegración de la banda de pop punk In This for Fun.  El 17 de mayo de 2010, la banda lanzó su miniálbum (EP) debut, Songs About the Weather y en agosto, firmaron con el sello discográfico Run for cover.
En 2011 publicaron su primer álbum, I Wish I Could Stay Here. La banda promovió el lanzamiento a través de varias giras, incluyendo visitas a Australia y dos giras en América con sus compañeros de sello y amigos, Daylight (ahora Superheaven).
En 2012, el grupo anunció su pausa debido a «una serie de compromisos personales», antes del lanzamiento de su segundo álbum, Colourmeinkindness, publicado el 23 de octubre, y se posicionó en el número 188 en el Billboard 200. A mediados de noviembre, la banda tocó en sus últimos conciertos. El guitarrista Alex Henery más tarde se reveló que era debido al vocalista Andrew Fisher que deseaba convertirse en un maestro certificado. Esto requirió que Fisher volviera a la escuela por un período de un año y medio. El baterista James Fisher, el hermano menor de Andrew, fue a graduarse a la escuela de arte, y el resto de los miembros estaban trabajando en sus respectivas carreras. Henery, por su parte, estaba trabajando como camarógrafo en Boston, Massachusetts, para Run for cover.

### Regreso y Promise Everything (2014-presente)
El 29 de enero de 2014 un tuit fue publicado en la cuenta de Twitter de la banda simplemente diciendo «Hola», y las fechas 2008 al 2012 fueron retiradas de sus biografías de Twitter y Facebook, lo que sugiere que la banda había vuelto de su pausa. La banda publicó en Facebook más tarde ese día, confirmando que habían regresado. 
En junio de 2014, la banda anunció que habían grabado en secreto un nuevo EP para el lanzamiento en julio, titulado Further Sky que incluye dos nuevas canciones, además de un cover de «Animal Nitrate» de Suede. La banda estuvo de gira por Australia, Japón y América del 26 de julio al 20 de agosto. En este último caso, todas las fechas de sus conciertos se habían agotado. La banda luego toco un trío de espectáculos (Londres, Leeds y Mánchester) en el Reino Unido a finales de octubre con el apoyo de Cloakroom y Newmoon. 
El guitarrista Alex Henery señaló en una entrevista en agosto de 2014 que estaban escribiendo material para un nuevo álbum.  El 29 de enero de 2016, la banda lanzó su tercer álbum, Promise Everything.

## Estilo musical
El biógrafo Matt Collar de AllMusic describe el sonido de la banda como la influencia de «punk hardcore melódico». Collar más tarde describió el sonido de la banda como el noise rock. La banda está fuertemente influenciada por los primeros años 90 como Sunny Day Real Estate y el grunge como Nirvana, así como bandas emo The Promise Ring y Braid. En «Songs About the Weather», el revisor Brian Shultz de Punknews.org comparó la banda a los gustos de Title Fight, Daylight y Bearings.

## Discografía

### Álbumes de estudio
- I Wish I Could Stay Here (2011)
- Colourmeinkindness (2012)
- Promise Everything (2016)
- Beside Myself (2018)

## Miembros
- Ronan Crix - guitarra
- Andrew Fisher - voz
- James Fisher - batería
- Alex Henery - guitarra, voz
- Duncan Stewart - bajo